# NGC 4449
NGC 4449 es una galaxia irregular situada en la constelación de Canes Venatici visible con pequeños telescopios y situada a una distancia de alrededor de 4 megapársecs de la Vía Láctea.

## Propiedades físicas
Es una galaxia similar a la Gran Nube de Magallanes, sólo que algo menor y más luminosa, y además una galaxia con brote estelar, formando estrellas el doble de rápido que la antes mencionada; diversos estudios muestran la presencia en esta galaxia de varios cúmulos de estrellas masivos: varios de una edad menor de 5 millones de años y masas de alrededor de 104 masas solares aún embebidos en las nubes de gas en las que han nacido, en su centro tres, uno con una masa estimada en 4·105 masas solares y una edad de entre 6 y 10 millones de años, y otros dos de luminosidades y edades similares al anterior, pero que parecen estar siendo despedazados por fuerzas de marea, y finalmente otros más viejos pero más masivos.
Cómo en otras galaxias aisladas y ricas en gas, el hidrógeno neutro de NGC 4449 ocupa mucho más espacio que la galaxia visible, ocupando un área de 75 minutos de arco -14 veces el diámetro óptico de la galaxia- y mostrando además diversas irregularidades en su distribución que apuntan a interacciones con galaxias vecinas.

## Galaxias satélite
Recientemente se ha descubierto una galaxia enana esferoidal 50 veces menos luminosa que ella (con aproximadamente el mismo número de estrellas que en su halo galáctico) y masa -incluyendo materia oscura- muy similar, pero con un brillo superficial tan bajo que ha tardado en ser descubierta, la cual está en proceso de disrupción y absorción por parte de NGC 4449 y que posiblemente es la responsable del brote estelar que está sufriendo ésta, e incluso también hace poco se ha sugerido que un cúmulo globular masivo que parece asociado con dos colas de estrellas jóvenes en las que ha habido formación estelar durante los últimos 200 millones de años puede ser el núcleo de otra galaxia enana rica en gas también en proceso de absorción y destrucción por NGC 4449.